# جودي فلين
جودي فلين (بالإنجليزية: Judy Flynn)‏ هي ممثلة بريطانية، ولدت في 1963 في بلاكبول في المملكة المتحدة.

## وصلات خارجية
- جودي فلين على موقع IMDb (الإنجليزية)
- جودي فلين على موقع قاعدة بيانات الفيلم (الإنجليزية)